# Bernardo Comas

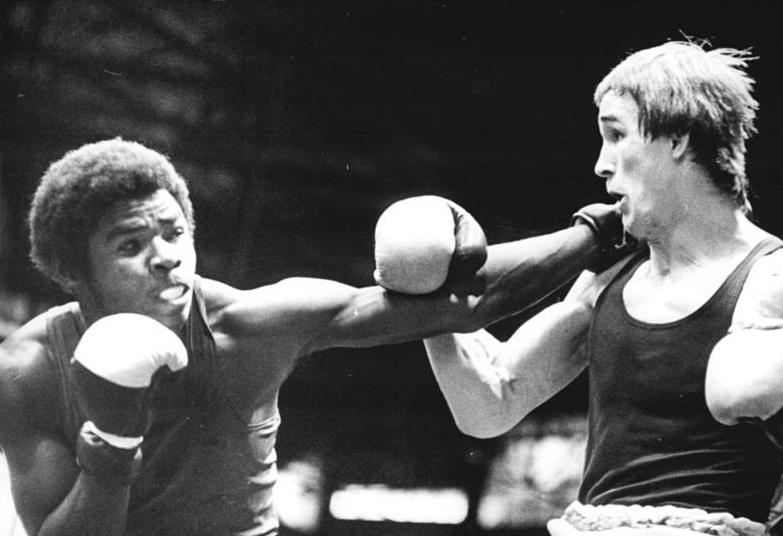
Bernardo Comas (l.) 1981 im Kampf mit Manfred Trauten beim Chemiepokal in Halle

Bernardo Comas Aguilera (* 14. November 1960 in Colombia, Las Tunas) ist ein ehemaliger kubanischer Amateurboxer und Goldmedaillengewinner der Panamerikanischen Spiele sowie Weltmeister.

## Karriere
Comas boxte von 1981 bis 1986 in der Gewichtsklasse bis 75 kg (Mittelgewicht) in der kubanischen Nationalauswahl und nahm an zahlreichen Turnieren und Meisterschaften teil. Sein größter Erfolg war der Gewinn der Weltmeisterschaft in München 1982. Aufgrund des kubanischen Boykotts der Olympischen Spiele in Los Angeles 1984 blieb ihm die aussichtsreiche Teilnahme am renommiertesten internationalen sportlichen Wettbewerb verwehrt. Er gewann stattdessen die von Kuba für die Sportler der Boykott-Staaten in Havanna veranstalteten „Spiele der Freundschaft“. Comas beendete seine aktive Laufbahn 1987.

## Erfolge
- Kubanischer Meister: 1984, 1985, 1986
- Gewinner des Turniers „Giraldo Córdova Cardín“: 1983, 1984, 1985
- Gewinner der „Spiele der Freundschaft“: 1984
- Zentralamerikanischer und Karibischer Meister: 1981, 1983
- Gewinner der Zentralamerikanischen und Karibischen Spiele: 1982
- Gewinner der Panamerikanischen Spiele: 1983
- Weltmeister: 1982

## Nach der aktiven Laufbahn
Als ausgebildeter Diplomsportlehrer arbeitet Comas seit seinem Karriereende als Boxtrainer in Camagüey. Er tat dies zunächst in der Talentsichtung, später an der Sportförderschule und schließlich an der Boxakademie der Provinz. Er wurde vom kubanischen Staat wiederholt im Rahmen von Kooperationsprojekten zur Förderung des Spitzensports ins Ausland entsandt, so nach Venezuela und El Salvador.